# Een moeilijk mens
Een moeilijk mens is een hoorspel naar het toneelstuk Dyskolos van Menander. De VARA zond het uit op zaterdag 9 maart 1963. Mr. L. Theodoor Lehmann zorgde voor de vertaling, de muziek van Adriaan Bonsel werd uitgevoerd door Mary Regetli (harp), Jules Hagenaar (pauken) en Adriaan Bonsel (fluit). De regisseur was S. de Vries jr. Het hoorspel duurde 57 minuten.

## Rolbezetting
- Johan Wolder (Sostratos)
- Paul van der Lek (Gorgias)
- Frans Somers (Getas)
- Constant van Kerckhoven (Knemon)
- Huib Orizand (Sikon)
- Dogi Rugani (Simiche)
- Paula Majoor (Myrrhine)
- Louis de Bree (Kallippides)
- Rien van Noppen (Pyrrhias)
- Jan Verkoren (Daos)
- Hans Simonis (Chaireas)

## Inhoud
Het spel wordt in gang gezet door de ondeugende Pan, die de jonge Sostratos verliefd doet worden op een boerenmeisje dat hij vluchtig heeft gezien. Sostratos zendt zijn slaaf naar de vader van het meisje om te vragen of hij hem kan spreken. Die vader is echter Knemon, een verbitterde boer die woedend wordt op al wie zich op zijn grond waagt of met hem probeert te praten. Zijn vrouw en zijn stiefzoon hebben hem verlaten; alleen zijn dochter en een oude meid leven bij hem. Sostratos ontmoet de stiefzoon van Knemon, Gorgias, en verzekert zich van diens hulp om de moeilijke man te overtuigen, zodat hij met diens dochter kan trouwen. Volgens Gorgias heeft Knemon gezworen dat hij enkel een man als hijzelf zal toestaan te huwen met zijn dochter. Daarom trekt Sostratos een ruwe schaapsvellen mantel aan om er niet uit te zien als een ijdele jongeman, en hij begint in de buurt te werken als arbeider. Plots wordt er geroepen dat Knemon in zijn eigen waterput is gevallen. Gorgias springt erin om hem te redden. Alhoewel Sostratos druk bezig is de mooie dochter te bewonderen, trekt hij aan het touw om de misantroop boven te halen en door zijn onoplettendheid doodt hij de oude man bijna. Knemon, die dacht te zullen verdrinken, ziet in dat hij verkeerd leefde en schenkt al zijn eigendommen aan Gorgias. Hij vertrouwt hem ook zijn dochter toe en vraagt hem een man te zoeken voor haar. Gorgias stelt Sostratos voor en Knemon stemt er onverschillig mee in. De opgetogen Sostratos vertelt zijn eigen vader, Kallipides, over zijn huwelijksplannen en stelt voor dat zijn zuster met Gorgias zou trouwen. Kallipides deinst er een ogenblik voor terug om twee armen in de familie op te nemen, maar is dadelijk overtuigd als Sostratos hem eraan herinnert dat onsterfelijkheid voortvloeit uit vrijgevigheid, niet uit het hamsteren van rijkdom. Bij de viering die volgt, ontwaakt de herstellende Knemon even kribbig als altijd uit zijn slaap, maar wordt gekroond met een bloemenkrans en berispt als het spel eindigt met zang en dans…